# Ivan Turina
Ivan Turina (Zagreb, 3 de outubro de 1980 - Solna, 2 de maio de 2013) foi um futebolista croata, que atuava como goleiro.
Defendeu a seleção de seu país uma vez, em 2006. Foi encontrado morto em casa devido uma parada cardíaca.

## Seleção Croata
Expanda a caixa de informações para conferir todos os jogos deste jogador, pela sua seleção nacional
|   | Data                    | Local                        | Resultado | Adversário | Gols | Competição            |
| - | ----------------------- | ---------------------------- | --------- | ---------- | ---- | --------------------- |
| 1 | 01 de fevereiro de 2006 | Hong Kong Stadium, Hong Kong | 4–0       | Hong Kong  | 0    | Carlsberg Cup de 2006 |

## Conquistas
- 1x Campeão da Supercopa Croata com o Dinamo Zabreg: 2006
- 1x Campeão da Taça da Polônia com o Lech Poznań: 2009
- 1 x Campeão da Supercopa da Suécia com o AIK: 2010
- 2x Campeão da Copa da Croácia com o Dinamo Zabreg: 2004 e 2007
- 3x Campeão do Campeonato Croata com o Dinamo Zabreg: 2006, 2007 e 2010